# Raí
Raí Souza Vieira de Oliveira, v dobách své hráčské kariéry známý jako Raí (* 15. května 1965, Ribeirão Preto), je bývalý brazilský fotbalista. Hrával na pozici záložníka.
S brazilskou reprezentací vyhrál mistrovství světa v USA roku 1994 Celkem za národní tým odehrál 49 utkání a vstřelil 15 gólů.
Se São Paulo FC dvakrát získal Pohár osvoboditelů, nejprestižnější jihoamerickou klubovou trofej (1992, 1993) a roku 1992 Interkontinentální pohár. S Paris Saint-Germain FC vyhrál Pohár vítězů pohárů 1995/96. Roku 1991 se stal mistrem Brazílie, s PSG mistrem Francie (1993/94) a dvakrát získal francouzský pohár (1994/95, 1997/98).
Roku 1992 byl vyhlášen nejlepším fotbalistou Jižní Ameriky (v anketě El País).